# Helmut Engel (Musiker)
Helmut Engel, als Künstler unter dem Namen Helmut Engel-Musehold bekannt (* 21. Juli 1956 in Heidenheim an der Brenz) ist ein deutscher Jazzmusiker, Komponist und Dozent.

## Leben
Er spielt Tenorsaxophon, Altsaxophon, Sopransaxophon, Bassflöte, Querflöte, Piccoloflöte, Bambusflöten, Blockflöten, Okarina, Maultrommel, Percussion, Midisaxophon, Stimme, Objekte.
Der in Berlin lebende Multiinstrumentalist gehört zu den erfolgreichsten deutschen Musikern und Komponisten im Grenzbereich des Jazz. Er spielte u. a. mit David Friedman, Trilok Gurtu, Markus Stockhausen, Carlos Bica, Gebhard Ullmann und Elena Ledda.
Von den drei zwischen 1989 und 1996 entstandenen CDs des von ihm geleiteten The Silent Jazz Ensemble wurden in Deutschland nach Angaben der Plattenfirma über 25.000 Exemplare verkauft.
Von 1987 bis 2010 war er Dozent an der Musikschule Friedrichshain-Kreuzberg in Berlin, gibt nun Privatunterricht und leitet Workshops zu unterschiedlichen Themen im In- und Ausland. Als Komponist schreibt er Musik für Film, Fernsehen, Rundfunk und Theater. Unter anderem schrieb er die Musik für den Dokumentarfilm Andiamo! Auch trat er in Soloprogrammen auf, etwa auf der Landesgartenschau Heidenheim, und seit 2011 im Duo mit Roberto Badoglio. 2014 hat er nach 15 Jahren Pause mit gleich zwei CD-Veröffentlichungen das Silent Jazz Ensemble wiederbelebt. Nach dem erneuten Gewinn des Berliner Jazz Wettbewerbes wurde Ende 2022 bei dem Schweizer Label Unit Records das Album Memories Of The Future veröffentlicht.

## Diskografie
- 1987 LP  Ralf Beck & Ensemble Jahr für Jahr (Deutsche Austrophon RRK 15.035)
- 1989 CD/LP The Silent Jazz Ensemble, The Silent Jazz Ensemble (Biber Records 66401)
- 1991 CD The Silent Jazz Ensemble, Kashina (Biber Records 66471)
- 1996 CD The Silent Jazz Ensemble, Birds of Passage (Biber Records 66631)
- 2014 CD The Silent Jazz Ensemble, Retrospective Images (Biber Records 76851)
- 2014 CD The Silent Jazz Ensemble, Nightwalker (Double Moon Records DMCHR 71145)
- 2022 CD The Silent Jazz Ensemble. Memories of the Future (Unit Records)[5]

## Filmografie
- 1994: Winterliebe
- 2004: Andiamo
- 2007: Das Kartell – Deutschland im Griff der Energiekonzerne